# Gragnano Trebbiense
Gragnano Trebbiense est une commune italienne de la province de Plaisance, dans la région Émilie-Romagne.

## Administration
| Période                                  | Période | Identité | Étiquette | Qualité |
| ---------------------------------------- | ------- | -------- | --------- | ------- |
|                                          |         |          |           |         |
| Les données manquantes sont à compléter. |         |          |           |         |

### Hameaux
Gragnanino, Casaliggio, Campremoldo Sotto, Campremoldo Sopra.

### Communes limitrophes
Agazzano, Borgonovo Val Tidone, Gazzola, Gossolengo, Piacenza d'Adige, Rottofreno.

## Personnalités liées
- Giuseppe Beotti (1912-1944), né à Campremoldo Sotto sur la commune de Gragnano Trebbiense, prêtre venu en aide aux Juifs et aux autres clandestins, tué par les nazis, martyr catholique.